# Farra d’Isonzo
Farra d’Isonzo (im furlanischen Dialekt: Fare oder Fara) ist eine nordostitalienische Gemeinde (comune) mit 1675 Einwohnern (Stand 31. Dezember 2023) in der Region Friaul-Julisch Venetien. Die Gemeinde liegt etwa 8,5 Kilometer westsüdwestlich von Gorizia. Der Isonzo bildet die südliche Gemeindegrenze.

## Geschichte
Die Ortschaft ist eigentlich langobardischen Ursprungs und wird im Rahmen einer Schenkung Ottos I. an den Patriarchen Roduald von Aquileia 967 bereits in einem Dokument erwähnt.

## Verkehr
Entlang der Trasse der früheren Strada Statale 351 di Cervignano (heute eine Regionalstraße) führt der Raccordo Autostradale 17 Villese-Gorizia von der A4 zur slowenischen Grenze.

## Wissenschaft
Die Gemeinde ist Standort des Farra-d’Isonzo-Observatoriums, das 1969 mit der Konstruktion der ersten Beobachtungsstelle gegründet und 1975 formell eröffnet wurde.